# 吸血鬼效应
吸血鬼效应，用以分析广告效果的术语，指在广告中无意间所丧失的对广告商品本身的关注，通常由广告的副作用及注意力偏差导向所导致。例如，在广告中运用了幽默、性、名人。这种效应常伴随着强烈的情感动机，与过度激励相关。
1960年代美国的研究证实，轻度的注意力偏差导向也能促使广告效果提升，避免了感应抵抗，当然非常强烈的注意力偏差导向所取得的广告效果还不如没有这种偏差导向。